# Tetragonodes neon
Tetragonodes neon là một loài bướm đêm trong họ Geometridae.